# Sadda Tissa
Sadda Tissa fou rei de Ruhunu (sud de Sri Lanka), fill i successor del rei Kawan Tissa (o Kakawanatissa). Va governar al segle ii aC.
Sadda Tissa era el segon fill i va rebre el comandament d'una part de l'exèrcit estacionada a Digawapi (Diga-wewa) a la regió de Batticaloa, amb l'encarrec de protegir la regió d'una eventual invasió d'Elalan o Elara de Rajarata (el nord de Sri Lanka). Quan el rei va tenir una disputa amb el seu fill gran Gamani, va ordenar empresonar-lo i Gamuni va fugir al districte de Malaya; Sadda Tissa fou nomenat hereu.
Pocs anys després Kawan Tissa va morir i Sadda Tissa va pujar al tron. Llavors Gamuni va tornar de l'exili i es va establir a Magama (Mahamaga) amb les forces militars li eren fidels i es va proclamar rei reclamant al seu germà fins a tres vegades el traspàs de la sobirania, la custodia de la mare Viharadevi i l'entrega de l'elefant d'estat Kandula, peticions sempre refusades per Sadda Tissa. Gamani va atacar al seu germà i es va lliurar una gran batalla a Chulanganiyapitthi, en la qual les forces de Sadda foren derrotades amb fortes pèrdues. Sadda Tissa va poder escapar cap a Mahagama amb el seu ministre Tissa; en el camí, passant gana, Sadda no va voler utilitzar el menjar que Tissa portava fins que arribés un monjo, i quan va arribar van repartir el menjar entre els tres (el que ha estat agafat com un exemple de caritat budista).
Finalment va poder arribar a Mahagama on va aixecar un nou exèrcit que es diu que estava format per 60.000 homes. Es va produir una nova batalla en la que Sadda Tissa fou derrotat i Kandula, l'elefant de l'estat, en el que anava muntat, es va desbocar i va córrer pels arbres fent caure a Sadda Tissa que finalment es va poder refugiar a un temple. Gamuni no va voler violar la santedat del lloc i va deixar una guàrdia vigilant a l'espera d'agafar al seu germà, però els monjos del temple el van poder treure camuflat; Gamuni va saber que s'havia escapat però el va deixar retirar-se a Digawapi. Gamani va obtenir així l'elefant d'estat i es va reunir amb la seva mare a Mahagama.
No gaire després els dos germans es van reconciliar amb els monjos i la reina mare Viharadevi fent de mitjancers. Sadda Tissa fou nomenat superintendent de treballs agrícoles al districte de Batticaloa.
A la mort de Gamani el 137 aC, Sadda Tissa es va trobar sense rival al tron, ja que l'únic fill del rei difunt, Sali, estava desqualificat per regnar al haver-se casat amb una minyona d'una casta inferior de nom Asokamala. Va ocupar el poder sense disputa i va donar suport al desenvolupament de l'agricultura, funció de la que ja s'ocupava anteriorment. Va erigir un pinacle de vidre a la punta superior de la dagoba Ruvanveli Seya que servia per il·luminar i feia de parallamps
Durant el seu regnat es va incendiar el palau de Lowa Maha Paya a causa d'una llum d'oli i Sadda Tissa el va reconstruir (va costar un terç del que havia costat l'obra original) de només set plantes. També va construir diversos temples com el de Dhigawapi o Dhiga-wewa a la regió de Batticaloa, junt amb una dagoba, i el Mulgerigal Vihara al districte de Matara. Va construir també 18 tancs d'aigua a diversos llocs sent el principal el de Diga Wewa a la regió de Batticaloa. L'embassament de Yoda Wewa és generalment atribuït a Gamani, però també alguns l'adjudiquen a Sadda Tissa.
Va morir a Anuradhapura el 119 aC deixant quatre fills. El successor havia de ser el gran Lajatissa però el segon Thullathanaka (Thulna), era en el moment de la mort del pare a Anuradhapura i es va fer elegir rei pels oficials de l'estat amb suport del clergat convocats amb aquest propòsit al temple Thuparama Vihara.